# Sluis 11 (Zuid-Willemsvaart)

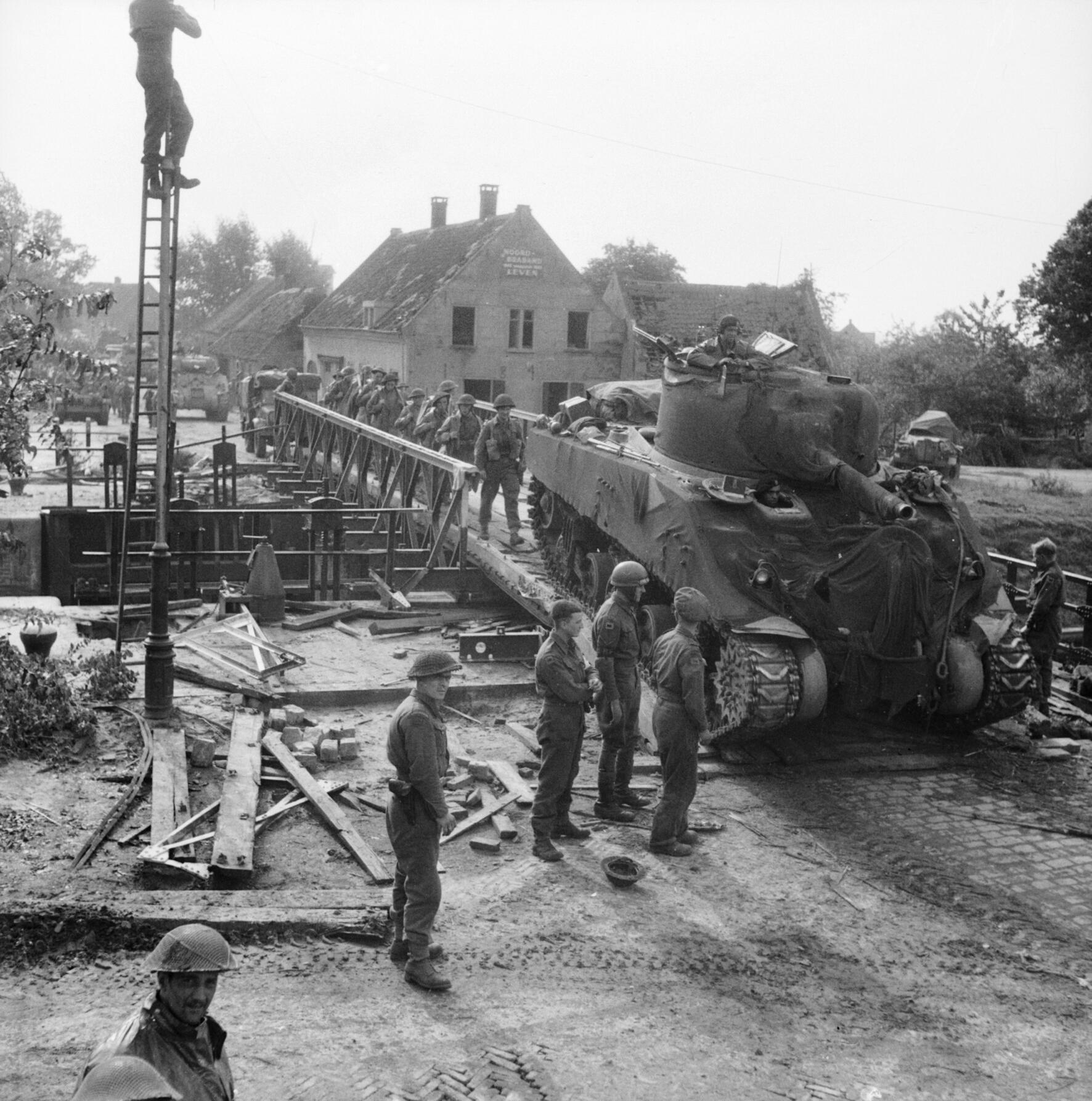
Britse tanks trekken over de Zuid-Willemsvaart bij sluis 11

Sluis 11 (ook: Sluis XI) is een sluis in de Zuid-Willemsvaart, gelegen tussen Asten en Someren.

## Geschiedenis
De Zuid-Willemsvaart werd aangelegd vanaf 1822 en verliep door het dal van de Aa en zo verder naar Maastricht. Om het hoogteverschil te overbruggen waren 20 sluizen nodig. Sluis 11 werd gebouwd kort na 1825. In 1878 werden de kaden, oorspronkelijk van rijshout vervaardigd, door basaltmuren vervangen. De kolk van Sluis 11 werd omstreeks 1935 als enige niet verbreed waardoor slechts één schip tegelijk kon worden geschut. De schepen moesten dus betrekkelijk lang wachten, tijd die door de schippers werd benut om boodschappen te doen, wat sluis 11 de bijnaam Broodsluis opleverde. Ook lagen bij de sluis een vijftal cafés, al dan niet uitgebreid met een groentewinkel of bakkerij. Ook een kruidenier en een slagerij waren er gevestigd.
Na de Tweede Wereldoorlog verdwenen de cafés en de winkels, door gebrek aan klandizie. Ze maakten in Someren plaats voor een bedrijventerrein dat trouwens ook Sluis 11 heet.
In 2003 werd Sluis 11 vernieuwd en verlengd. De sluiskolk meet nu 87 meter bij 9,8 meter en het verval is 2,5 meter. De sluis is gelegen tussen Sluis 10 (bij Lierop) en Sluis 12 (bij Someren-Eind). De sluis heeft puntdeuren, en wordt op afstand vanaf Sluis Helmond bediend. De toegestane maten voor de scheepvaart zijn (L×B×D) 80,5 × 5,2 × 1,9 meter. Het vaarwater is aangewezen als CEMT-klasse II.

## Tweede Wereldoorlog
Bij Sluis 11 lag vroeger ook een ophaalbrug die de enige verbinding vormde tussen Eindhoven en Venlo. Op 11 mei 1940 wisten de Duitse troepen met overmacht de verdediging van deze brug te breken, waarbij 17 Nederlandse militairen sneuvelden en 3 zwaargewonde militairen enkele dagen later alsnog overleden.
Britse tanks waren eind september 1944 voornemens over de brug te trekken en aldus het deel van Helmond ten oosten van het kanaal in te nemen. De Duitsers bliezen de ophaalbrug op, maar de Engelsen legden in de nacht van 21 op 22 september 1944 een Baileybrug over het kanaal en trokken alsnog het kanaal over. Bij de daaropvolgende gevechten sneuvelden veel Engelse en nog veel meer Duitse soldaten.